# جلال ساهر
جلال ساهر (بالتركية: Celâl Sahir Erozan)‏ (مواليد 29 سبتمبر 1883، إسطنبول_ وفيات 16 نوفمبر 1935، إسطنبول)، شاعر تركي، كاتب، ناشر وسياسي. هو فنان عُرف بكونه شاعر المرأة والعشق. جادل عن وجوب تبسيط اللغة، كان من بين الأعضاء الأربعة مؤسسي جمعية اللغة التركية.
اكتسب هوية «الفكر الكمالي» خلال فترة إعلان الجمهورية، «القومية التركية» خلال فترة الأدب الوطني، و«شاعر ثروة فنون» خلال فترة أدب ثروة فنون وجماعة فجر آتي، وكان مقرباً لأتاتورك، وتواجد في البرلمان التركي كنائب برلمان.
هو ابن فهيمه هانم نزهت رائدة شعر المرأة التركي، ووالده برين نادي واحداً من مُلاك جريدة الجمهورية.

## حياته ومفهومه الفني
ولد جلال ساهر في إسطنبول يوم 29 سبتمبر 1883. والده إسماعيل حقي باشا والي اليمن أثناء الخلافة العثمانية. ووالدته الشاعرة فهيمه هانم نزهت. بدأ تعليمة الابتدائي في مدرسة نمنهء_ترقي. ودوام على دراستة ودخل المدرسة الاعدادية داود باشا، والمدرسة الثانوية وفاء. وعندما أنهى دراسته الثانوية أراد أن يصبح محامي فألتحق بجامعة الحقوق لمدة عامين.
بدأ بكتابة الشعر أثناء طفولته. وبينما كان في عمره التاسع لفت انتباه السلطان عبد الحميد الثاني لإلقائه شعراً جميلاً حينذاك وكثيراُ ماكان يلقي عليه الشعر اثناء استضافته في بلاط السلطان، ولهذا السبب حصل على وسام «الجدارة». وبينما كان في عمر الرابع عشر والخامس عشر نشرت له قصائد شعرية ومقالات مثل معلومات، مصور الفن والأدب في مجلات مثل اللغة وأوراق بول. واستخدم في كتابته أسماء مستعارة كأحمد جلال، ولهان، شارق وحكمت جلال. وعندما عرف الكتابة الفرنسية دوام على تعليمها فتغيرت القيمة الأدبية لديه. وانضم في نهاية شبابه لمجلة ثروة فنون. وعندما أُغلقت مجلة ثروة فنون خرجت كتابته وأشعاره هنا.
وفي عام 1903 بدأ في العمل بوزارة الخارجية. وبعد عام 1907 عمل كمعلم أدب في المدرسة الثانوية قابتاش ومرجان. وبعد فترة قصيرة أصدر مجلة نساء بعنوان دمت أي: باقة زهور. ومن خلال هذه المجلة دافع عن حقوق المرأة. وبعد غلق مجلة ثروة فنون أعتد تيار الأدب القومي. ونُشرت أشعاره بوزن الهجا. وبدأ بالدفاع والجدال عن اللغة المبسطة.